# Миза Хійу-Сууремийза
Миза Хійу-Сууремийза (ест. Hiiu-Suuremõisa mõis, нім. Dagö-Grossenhof) вперше згадується в 1519 р. як орденська. На початку XVII ст. вона належала фон Штакельбергам, а в 1620-ті роки перейшла у власність дворянського роду де ла Гарді. 
Ебба Маргарета фон Штакельберг (народж. де ла Гарді) в 1755-60 рр. звів представницький двоповерховий будинок в стилі бароко. В 1770-ті роки було прибудовано одноповерхові крила, завдяки чому будинок став одним з найбільших з представницьких панських будинків в Естонії. Особливою художньою цінністю є вхідні двері в стилі бароко та інтер’єр вестибюля.
Припускається, що на початку XIX ст. миза перейшла у володіння Отто Рейнгольда фон Унгерн-Штакельберг з володіння Вана-Куусте, яке він піднаймав вже раніше. Отто Рейнгольд увійшов в історію як морський пірат і т.з. «унгруський божевільний», який за допомогою фіктивних маяків приваблював кораблі на мілину, після чого кораблі пограбовувались. В 1804 р. за пограбування шведського судна та вбивство шкіпера його відіслали до Сибіру.
Миза залишалася у володінні фон Унгерн-Штернбергів  до експропріації 1919 р. В той час миза Сууремийза була маєтком, який включав значну територію східної частини острова Хійумаа, з представницьким морським портом і численними підручними і пасовищними мизами. Після експропріації в будинку мизи було розміщено школу; зараз там діє основна школа і училище. 